# (48466) 1991 RY29
(48466) 1991 RY29 là một tiểu hành tinh vành đai chính. Nó được phát hiện bởi Henry E. Holt ở Đài thiên văn Palomar ở Quận San Diego, California, ngày 12 tháng 9 năm 1991.